# TTC (groupe)
Pour les articles homonymes, voir TTC.
TTC est un groupe français de hip-hop, originaire de Paris formé dans les années 1990. Le nom du groupe fait référence aux initiales des trois MC fondateurs : Tido Berman, Teki Latex et Cuizinier.
Le groupe publie son premier album Ceci n'est pas un disque en 2002, suivi de Bâtards sensibles en 2004. Le troisième album, 3615 TTC, est publié en décembre 2006, au label V2 Records. 
Teki Latex annonce la séparation de TTC en 2013.

## Historique
Les musiciens sont connus sous les pseudonymes de Tido Berman, Teki Latex et Cuizinier ; auxquels vient s'ajouter la production : Tacteel (ex-ATK) et Para One (qui forment le duo live FuckALoop) et le DJ Orgasmic (ex-membre du Klub des Loosers). Historiquement DJ Orgasmic (qui se lie d'amitié avec Teki Latex en 1993), DJ depuis 1994 environ, a toujours été le DJ scénique (concert, etc.) du groupe ; mais, à l'origine, différents producteurs se sont succédé. Par ordre chronologique : DJ Dom (époque Bladazz début OCP/TTC), Gilles de Guyane, Gilles de Bastille (frère de DJ Proze), DJ Cruz, DJ Fab, Tido Berman (qui, en 1998, produit déjà le titre super héros de TTC), DJ Flash Gordon (Mr Flash), enfin, Para One/Tacteel.
À l'origine, Tido Berman fait partie du groupe TNT et rencontre Teki Latex par l'intermédiaire d'un camarade de lycée. Pour Les Inrockuptibles, « la bande à Cuizinier, Teki Latex et Tido Berman a toujours été regardée d’un drôle d’œil par le milieu du hip-hop français traditionnel, souvent très réactionnaire. »
Tido Berman et Teki Latex forment ensemble le groupe Bladazz, avant d'être rejoints par Cuizinier, cousin de Teki Latex, pour constituer OCP, puis TTC. Le groupe se fait connaître grâce à sa collaboration avec La Caution, autre groupe de hip-hop français. Leur premier EP : Game Over 99, sort en 1999.
En mai 2002, ils publient leur premier album intitulé Ceci n'est pas un disque, sur le label Big Dada, filiale hip-hop du label Ninja Tune. Fin 2002, ils publient l'album Cadavre Exquis chez Kerozen Music, en tant que collectif L'Armée des 12, qui regroupe La Caution, Saphir Le Joaillier (Les Cautionneurs) et TTC. En 2003, c'est Teki Latex qui forme le collectif L'Atelier, regroupant autour de lui trois autres MCs : James Delleck (Gravité Zéro, Klub des 7), Fuzati (Klub des Loosers, Klub des 7) et Cyanure (ATK, Klub des 7). Ils sont épaulés, à la production, par le duo FuckALoop, composé de Para One et Tacteel (ex-DJ d'ATK). L'album, Buffet des anciens élèves, sort sur leur propre label, co-fondé par Teki Latex et Tacteel, Institubes. En 2004, les trois MCs participent à la compilation Gran Bang pour la marque de street-wears Qhuit, avec, entre autres, Svinkels ou Triptik.
De nouveaux membres[Lesquels ?][Qui ?] font leur apparition au sein de TTC. Ils sont rejoints par Orgasmic, ancien DJ du Klub des Loosers, puis par Para One et Tacteel, qui produisent certains des morceaux sur leur deuxième album Bâtards sensibles, sorti en octobre 2004. L'album est nommé à la vingtième édition des Victoires de la musique 2005, dans la catégorie « meilleur album rap/hip-hop de l'année ». TTC fait ensuite office de DJ Team, sous le nom de Superfamilleconne, regroupant les six membres, rejoints pour l'occasion par Siskid. Ils collaborent avec leurs homologues allemands, le groupe electro Modeselektor du label BPitch Control, sous la forme de featuring, ainsi qu'avec les artistes suisses Kid Rolex et St Plomb à l'occasion de quelques vinyles. Un EP collector titré Trop singe EP est également sorti sur le label parisien Clapping Music, sous forme de vinyle et en digital, avec, à la production, le duo dDamage, qui regroupe également TTC, MF Doom et Dose One.
Le troisième album du groupe 3615 TTC est publié le 26 décembre 2006 au label V2 Records. Cet album s'inscrit dans une démarche pop, qui est, encore une fois, différente des aspects « expérimentaux » recherchés dans le premier album et des aspects plutôt « electro » du deuxième. Ce virage vers un rap plus édulcoré leur vaut quelques reproches de La rumeur et se concrétise par la sortie d'un album solo de Teki Latex chez Capitol/EMI, très axé pop.
Le groupe décide de faire une pause, à la fin de leur tournée 2007, laquelle s'achève en décembre par une dernière date à Los Angeles, chacun ayant à s'occuper de ses propres projets, comme l'album solo de Tido Berman, publié à l'automne. Le groupe doit ensuite participer à un album entier en collaboration avec Modeselektor. Dans un article publié au Huffington Post en 2013, Teki Latex annonce la séparation du groupe TTC et qu'il se consacre désormais entièrement à son label Sound Pellegrino.

## Discographie

### Albums studio
- 2002 : Ceci n'est pas un disque
- 2004 : Bâtards sensibles
- 2006 : 3615 TTC

### EP
- 1999 : Game Over '99
- 2001 : Léguman
- 2001 : Élémentaire EP
- 2002 : (Je n'arrive pas à) danser
- 2003 : De pauvres riches
- 2003 : De pauvres riches Remixes
- 2004 : Dans le club
- 2005 : Girlfriend EP
- 2006 : Téléphone (numérique et 12")
- 2006 : Téléphone - Ghislain Poirier Remix (digital)
- 2007 : Travailler Remix (digital)

### Apparitions
- 1999 : At Home / 1 er volet du collectif  Ul'Team Atom - Djorka Fella 90 miles à l'Heure featuring TTC et Dyslexie
- 2002 : U.S.S.R. The Art of Listening - DJ Vadim feat. TTC L'Art d'écouter (album - Ninja Tune)
- 2002 : Guitarlandia Remixes - Rubin Steiner Guitarlandia (Une Hydre À Six Doigts TTC Remix) (EP - Platinum/BMG)
- 2002 : Cadavre Exquis - L'Armée des 12 (La Caution + Saphir + TTC) (Album - Kerozen)
- 2003 : Trop Singe EP - TTC et dDamage (12" - Clapping Music)
- 2004 : Gran Bang - Qhuit (TTC, Svinkels, Triptik, Rhum G, DSL, Reilly, Max et Led D'AMS, L'Animalexxx de Psykopat)
- 2005 : DJ Pone réveille le Svink ! (1997-2005) - Svinkels et TTC (sur l'album Association de gens normals)
- 2005 : Bâtards sensibles - The Screwed & Chopped Version de DJ Raze
- 2005 : Exquisite Corpse - Daedelus feat. TTC (sur l'album Cadavre Exquis)
- 2005 : Tivoli - Stacs Of Stamina feat. TTC (sur l'album Donne-moi un poisson)
- 2005 : Hello Mom! - Modeselektor feat. TTC  (sur l'album Dancing Box)
- 2006 : FM2: 24 Pouces Glacés - Omnikrom feat. TTC (sur le street album Pour te réchauffer)
- 2006 : Trop In Love - Kid Rolex feat. TTC
- 2006 : Champions - Mr Flash feat. TTC
- 2006 : Shimmy Shimmy Blade - dDamage feat. Dose One et TTC (sur l'album Feed the Fish)
- 2007 : Dirty South Dance - A-Trak feat. TTC (sur la mixtape Quitte la piste)
- 2007 : Certified Air Raid Material - edIT feat. TTC, Busdriver et D-Styles (sur l'album Crunk de Gaulle)
- 2007 : Danse la Poutine - Omnikrom feat. TTC (sur l'album Trop banane !)
- 2007 : 2000007 - Modeselektor feat. TTC (sur l'album Happy Birthday!)

### Projets solo
Tido Berman
- 2005 - Hôtel Acapulco
- 2007 - Jet Lag

Teki Latex
- 2000 - L'Antre de la folie (avec James Delleck)
- 2006 - Before de plaisir
- 2006 - Disco Dance With You
- 2006 - Les Matins De Paris (avec Lio)
- 2007 - Paris, Texas (avec 33HZ & Devin The Dude)
- 2007 - Party de plaisir
- 2008 - The Sixpack Anthem (avec Orgasmic)
- 2008 - École buissonnière (avec Charly Greane)
- 2009 - Mes pelures sont plus belles que vos fruits

Cuizinier
- 2005 - Pour les filles - Street Tape Volume I
- 2006 - Pour les filles - Street Tape Volume II
- 2006 - Women Responds to the Bass - Volume 2 (avec DJ Koyote)
- 2007 - The Exclusive Mixtape (avec DJ Raze & Saphir Le Joaillier)
- 2008 - Pour Les Filles - Street Tape Volume III
- 2011 - Gourmand (EP)
- 2012 - Le sport (EP)
- 2013 - Entrée, plat, dessert

Para One
- 2001 - Blue Rain
- 2003 - Beat Down EP
- 2003 - Ciel Ether / Con Citoyen / Crazy
- 2005 - Clubhoppn EP
- 2005 - Emofuck / Def Tea Machine (avec Tacteel)
- 2006 - Dudun-dun
- 2006 - Dudun-dun - Remixes
- 2006 - Epiphanie
- 2007 - Epiphanie - Remixes & Bonus Tracks
- 2007 - Midnight Swim
- 2007 - Naissance des pieuvres
- 2010 - Kiwi / Toadstool
- 2012 - Passion

Tacteel
- 2002 - Butter for the Fat
- 2005 - Cheap Fun
- 2005 - Emofuck / Def Tea Machine (avec Para One)
- 2006 - Above The Law Tribute  (avec John B. Rambo)
- 2006 - Fall 2006 Sampler (avec Das Glow)
- 2006 - Feel It, Feel It
- 2006 - L'Hiver Vous Va Si Bien / The Dough (avec Goon et Koyote)
- 2006 - La Saint Étienne
- 2007 - Je Ne Vous Oublierai Pas
- 2007 - L'Hiver Vous Va Si Bien

Orgasmic
- 2005 - Game Boï / Luv Crash Test (avec CraiZ & Aysam)
- 2006 - Eurogirls (avec Jean Aï Nipon)
- 2006 - The Rise and Rise of Orgasmic
- 2008 - The Sixpack Anthem (avec Teki Latex)

### Apparitions
- 1997: TTC (Tido Berman, Teki Latex, Cuizinier) apparaissent sous le nom: OCP sur la mixtape injection mortelle de DJ Fab
- 1998 : Ghetto Circus - TTC feat. La Caution & Naja - Vague Nocturne (Quad' Vibes Records)
- 1998 : Freestyle - TTC & La Caution : What's the Flavor? - The Black Mix-Tape
- 1998: super héros - TTC sur la mixtape la contreface son

- 1998 : Freestyle - TTC - Neochrome 1 (Neochrome)
- 1998 : Injection mortelle - TTC - DJ Fab Mixtape Volume 2
- 1999 : À l'ancienne - TTC - DJ Sab-R Mixtape
- 1999 : Hip Hop Classic - TTC & Elastinen - Un jour peut-être (Kerozen)
- 2000 : Freestyle - TTC - Neochrome 2 (Neochrome)
- 2000 : Openmicfreestylesessionimpro -Kalach, Sheryo, TTC & D'Oz - L'Antre de la folie (Kerozen)
- 2000 : Freestyle - TTC, La Caution, Profecy & Lord Heavy - La Contrebande Mixtape Vol.1
- 2001 : Chacun Sakage - Sakage Kronik feat. TTC & ATK  - Le Beat, Le Flow & Les Mots
- 2001 : Spectacle - TTC - Projet Chaos (Waxexpress)
- 2003 : Check ça sale pute ! - TTC, Fuzati & 6000R - Le Beat, Le Flow & Les Mots II
- 2006 : Dans le club - TTC - Sheitan (Because Music)
- 2007 : Quitte la piste - A-Trak feat. TTC - Juice! Vol.1 (Disque Primeur)
- 2007 :  Danse La Poutine - Omnikrom feat. TTC

## Clips
- (Je n'arrive pas à) Danser (2002 - Réal. par Kim Chapiron pour Kourtrajmé)
- De pauvres riches (2003)
- Dans le club (2004)
- (pas la peine d'appeler je ne réponds pas au) Téléphone (2006 - Réal. par Out One)
- Travailler (Orgasmic Remix) (2007)